# 92. jaktflygdivisionen
92. jaktflygdivisionen även känd som Ivar Blå var en jaktflygdivision inom svenska flygvapnet som verkade i olika former åren 1940–1968. Divisionen var baserad på Säve depå nordväst om Göteborg.

## Historik
Ivar Blå var 2. divisionen vid Göta flygflottilj (F 9), eller 92. jaktflygdivisionen inom Flygvapnet, och bildades den 1 juli 1940. Divisionen bildades till en början som en skoldivision, och förlades tillsammans med 91. jaktflygdivisionen till Bunge på Gotland. År 1949 gick divisionen in i den så kallade jetåldern genom att den ombeväpnades till J 28 Vampire. Flygverksamheten vid divisionen upphörde den 6 juni 1968, och den 30 juni 1968 upplöstes den officiellt.

## Materiel vid förbandet
| Jaktflygplan - 1940–1941: J 8 Gloster Gladiator - 1941–1944: J 11 Fiat CR 42 Falco - 1943–1946: J 22 FFVS 22 - 1946–1950: J 21A - 1949–1951: J 28B Vampire - 1952–1961: J 29 Tunnan - 1961–1968: J 34 Hawker Hunter |

## Förbandschefer
Divisionschefer vid 92. jaktflygdivisionen (Ivar Blå) åren 1940–1968.

- 1940–1942: Sven Uggla
- 1942–1942: Harald Werneman
- 1942–1943: Lennart Peyron
- 1943–1944: Kjell Lagerström
- 1944–1945: Olof Ahlström
- 1945–1948: Gustaf Langeén
- 1948–1948: Gösta Eriksson
- 1948–1952: Gustaf Langeén
- 1952–1955: Kjell Wester
- 1955–1957: Lars Lidberg
- 1957–1958: Karl-Henrik Lindespång
- 1958–1959: Lars Söderberg
- 1959–1965: Karl-Henrik Lindespång
- 1965–1966: Nils Rönnberg
- 1966–1966: Uno Eriksson
- 1966–1967: Per Sundblad
- 1967–1968: Lars-Åke Hallgren

## Anropssignal, beteckning och förläggningsort
| Ivar Blå | 1940-07-01 | – | 1968-06-30 |

| 92. jaktflygdivisionen | 1940-07-01 | – | 1968-06-30 |

| Bunge flygfält (F) | 1940-07-01 | – | 1940-??-?? |
| Säve depå (F)      | 1941-??-?? | – | 1968-06-30 |